# Münzfund von Linnaniemi
Der Münzfund von Linnaniemi wurde 1894 am Ortsrand von Linnaniemi, bei Hämeenlinna (schwedisch Tavastehus) in Finnland gemacht.
Linnaniemi liegt am Ostufer des Vanajavesi, gegenüber der mittelalterlichen Burg. Der Schatz stammt aus dem 11. Jahrhundert. Der Ort heißt seit 1992 Varikonniemi, der Münzfund heißt jedoch weiter „Linnaniemi“, da er unter dem Namen bekannt wurde.
In einer Tiefe von etwa 40 cm wurden neben einem großen Stein 56 Münzen und eine Halskette mit neun Münzanhängern und vier anderen Anhängern, eine hufeisenförmige Silberschnalle, zwei filigrane Silberperlen und zwei axtförmige Silberanhänger gefunden. Die Halskette besteht aus Silbermünzen und Schmuckstücken aus verschiedenen Teilen Europas und des Nahen Ostens. Leena Tomanterä (1946–2016) glaubt, dass die Halskette vollständig ist. Sie beschreibt sie als „Danegeld-Stil“, bei dem Teile aus mehreren Ursprüngen in einem Stück vereint wurden, möglicherweise als Statussymbol. Sie beschreibt die Konstruktion als eine mit Ringen verbundene Kette, an denen Anhänger hängen. 
In Finnland wurden rund 7000 Münzen aus der Wikingerzeit gefunden. Die größten Gruppen bestehen aus Deutschland (3800), dem Kalifat (1700) und England (1000). Die Funde decken den Zeitraum von 800 bis 1100 n. Chr. ab. 
Aus Häme (schwedisch Tavastland) sind 10 Horte mit Silbergegenständen bekannt. Es handelt sich um vergrabene Edelmetalldepots, die östliche und westliche Silbermünzen, Silberbroschen und -fragmente, sowie in einigen Fällen Silberbarren (als Rohmaterial) enthalten. Tavastlands Silberschätze stammen aus dem 11. Jahrhundert, als die Wikinger große Mengen an Edelmetallen ins Baltikum und nach Finnland brachten.
1996 wurde in Hämeenkoski eine ähnliche Kette gefunden. Ein Ornament der gleichen Art wurde in Hauho gefunden. 
Der Schatz befindet sich im Suomen Kansallismuseo in Helsinki.